# RŽD-Baureihe ЭД4
Die RD-Baureihe ЭД4 (ED4) ist ein bei der Maschinenfabrik Demichowo gebauter Triebzug der Rossijskije schelesnyje dorogi, der speziell im Vorortverkehr eingesetzt wird. Er gehört zu einer Serie von Elektrotriebwagen für Gleichstrom-Antrieb mit Rekuperationsbremse und Länge des Kastens von 22.056 mm. Er wurde auf der Basis des ЭД2T gebaut. Mit allen Modifikationen wurden ab 1996 bis Mitte 2014 insgesamt 475 Fahrzeuge gefertigt.

## Geschichte
Die Fahrzeuge entstanden als Folge der politischen Veränderungen bei den GUS-Staaten in der Zeit der 1990er Jahre. Das Vorgängerfahrzeug ЭД2T war noch mit einer Elektroausrüstung der Rigaer Elektromaschinenwerke aus Lettland hergestellt worden. Der ЭД4 (ED4) hingegen entstand 1996 bei der Maschinenfabrik Demichowo, wobei auf die Verwendung einer Elektroausrüstung aus russischer Produktion Wert gelegt wurde. Der mechanische Teil und der Kasten wurden vom ЭД2T übernommen. Die Elektroausrüstung wurde hingegen von der bewährten SŽD-Baureihe ЭР22 aus dem Jahr 1964 abgeleitet.
Die Traktions-Elektrofahrmotoren wurden in dem Elektromaschinenwerk in Nowosibirsk hergestellt, die übrige Elektroausrüstung stammt aus der Elektrolokomotivenfabrik Nowotscherkassk. Der neue Elektrozug erhielt die Bezeichnung ЭД4 (ED4). Der neue Zug wurde für den großflächigen Ersatz der SŽD-Baureihe ЭР2 geschaffen. Auch ist dieser Zug als Ableitung vom ЭР29 entstanden, der als Urvater dieser Triebwagenfamilie gilt. Gegenüber der SŽD-Baureihe ЭР2 unterschied er sich durch den vergrößerten Fahrgastraum und die breitere Türöffnung (1250 mm). Das beschleunigte den Fahrgastfluss. Im Fahrgastraum waren halbweiche Sitzplätze in der Anordnung 2+2 sowie 3+3 installiert; diese bestanden aus zwei Variationen: einmal mit dichter Verkleidung aus künstlichem Bezug oder mit Verkleidung aus Plastik mit weicher Auflage.

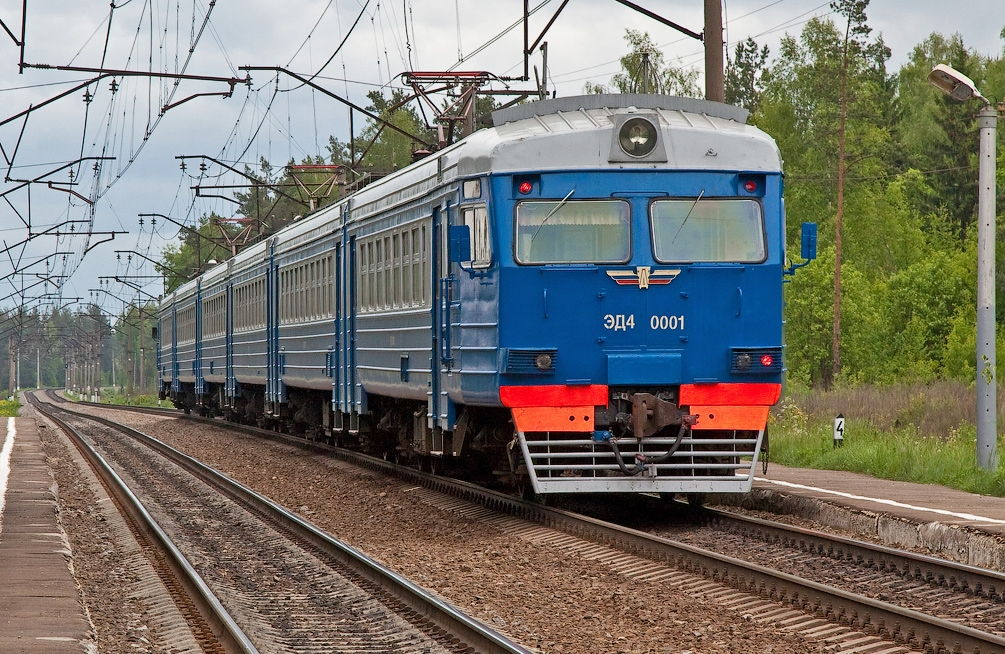
Foto des ersten Triebwagens ЭД4.0001

Der erste Triebwagenzug der Serie wurde 1996 fertiggestellt und bestand aus sechs Waggons. Am 13. März 1997 wurden Probefahrten auf dem Gleisring des Allrussischen Forschungsinstituts für Schienenverkehr durchgeführt. In der Hauptcharakteristik zeigte der Zug weitgehende Übereinstimmung mit dem Elektrozug ЭД2T. Nach der Absolvierung der Überprüfungen auf dem Gleisring wurde das Fahrzeug dem Versuchsbetrieb bei dem Depot Mineralnyje Wody der Sewero-Kawkasskaja schelesnaja doroga übergeben. Später änderte das Werk die Produktion des Elektrozuges ЭД4M (ED4M) mit geändertem Führerstand um, diese Modifikation besaß eine durchgehende Nummerierung mit dem ЭД4. Nach den ersten Fahrzeugen ЭД4M aus dem Jahr 1997 stellte die Maschinenfabrik Demichowo noch fünf Elektrozüge der Ursprungsausführung ЭД4 her, die sich äußerlich nicht vom ersten Fahrzeug der Serie unterschieden. 1997 erschien der Triebzug mit der Inventarnummer 0005 als 10-Waggon-Einheit, 1998 die Fahrzeuge mit den Inventarnummern 0006 und 0007 als 10-Wagen-Einheit sowie der Triebzug mit der Inventarnummer 0010 (6-Wagen-Einheit) sowie mit der Inventarnummer 0014 (8-Wagen-Einheit).
Der erste Triebzug der Serie wurde im Depot Mineralnyje Wody der Sewero-Kawkasskaja schelesnaja doroga auf dem Abschnitt Mineralnyje Wody – Kislowodsk betrieben. 2007 wurde er auf den Großen Eisenbahnring in Moskau verlegt und dient dort bis zur heutigen Zeit. Die übrigen Züge der Reihe ЭД4 wurden mit Ausnahme der Inventarnummern 0007 und 0010 in das Depot Pererwa der Moskowskaja schelesnaja doroga für die Bedienung der Linien nach Kursk verlegt. Der ЭД4.0007 wurde vom Werk in das Depot Belgorod gegeben, der ЭД4.0010 in das Depot Mineralnyje Wody, später gelangte er in das Depot Tuapse.

## Modifikationen und Modernisierungen

### ЭД4M

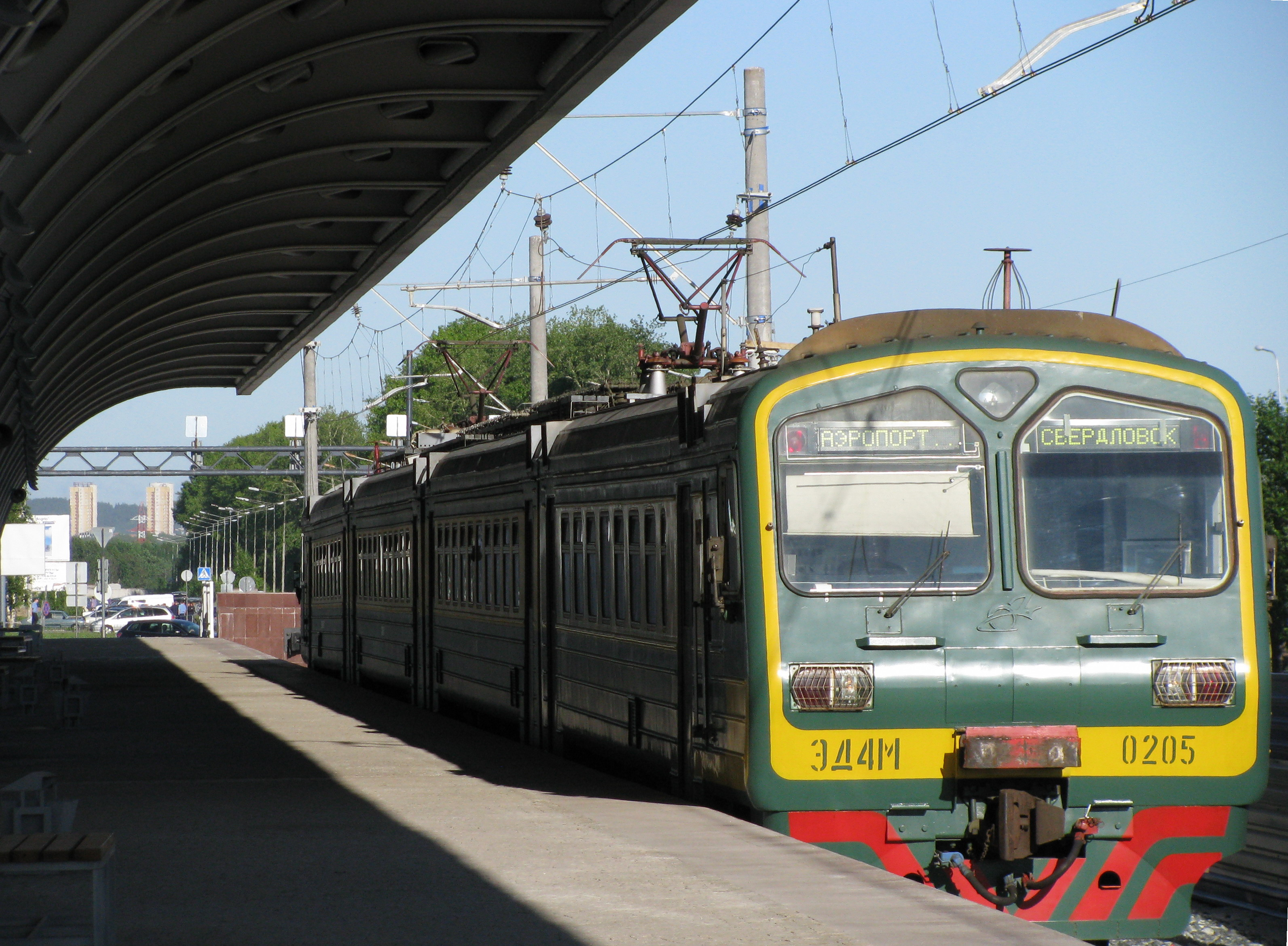
Foto des ЭД4M.0205 2009 in Jekaterinburg

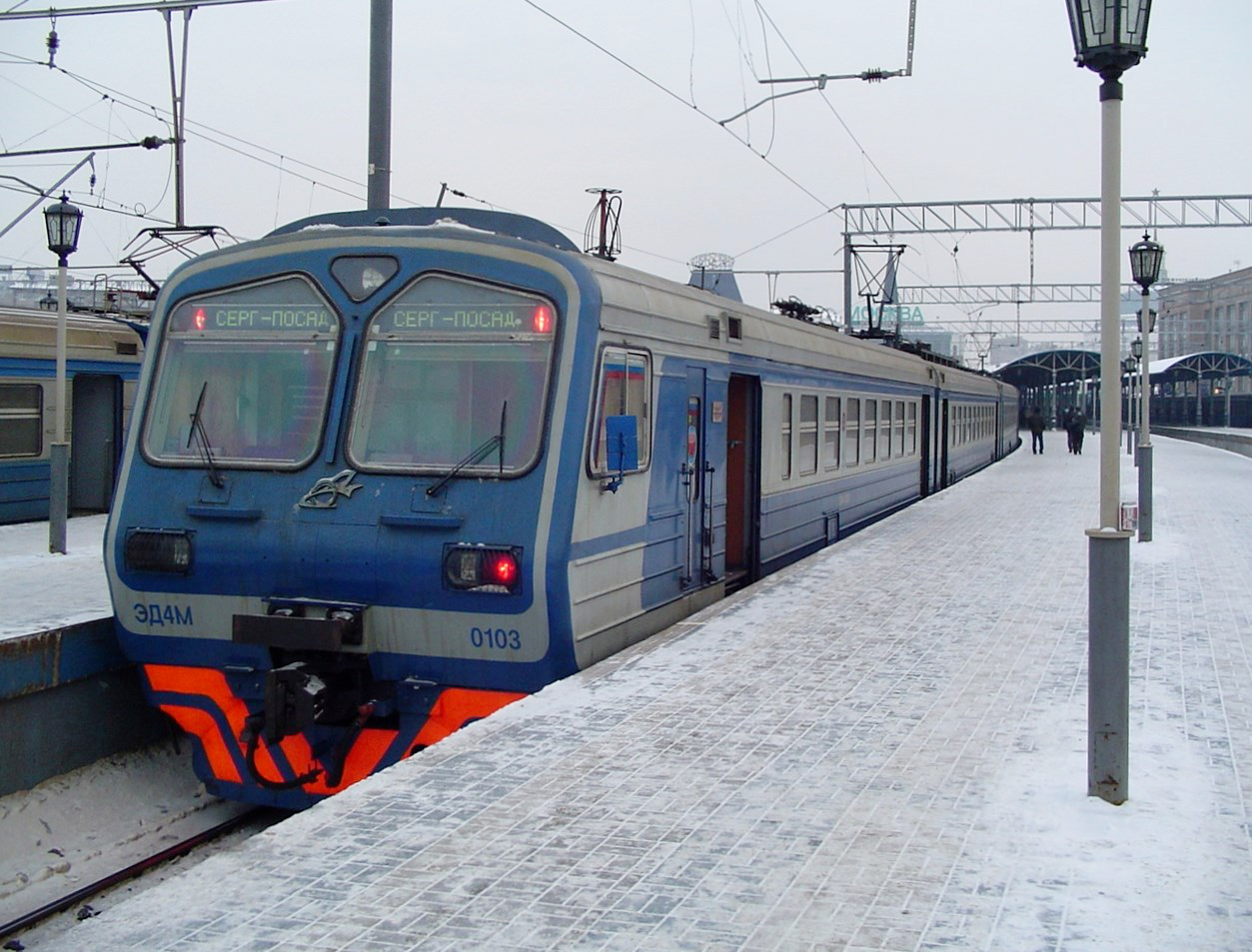
Foto des ЭД4M.0103 2006 in Moskau Jaroslawler Bahnhof

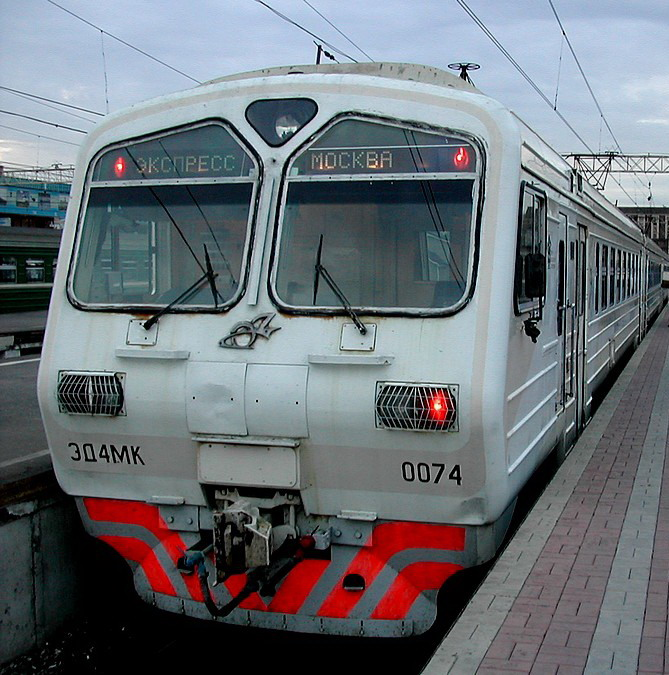
Foto des ЭД4M.0074 2005 in Moskau

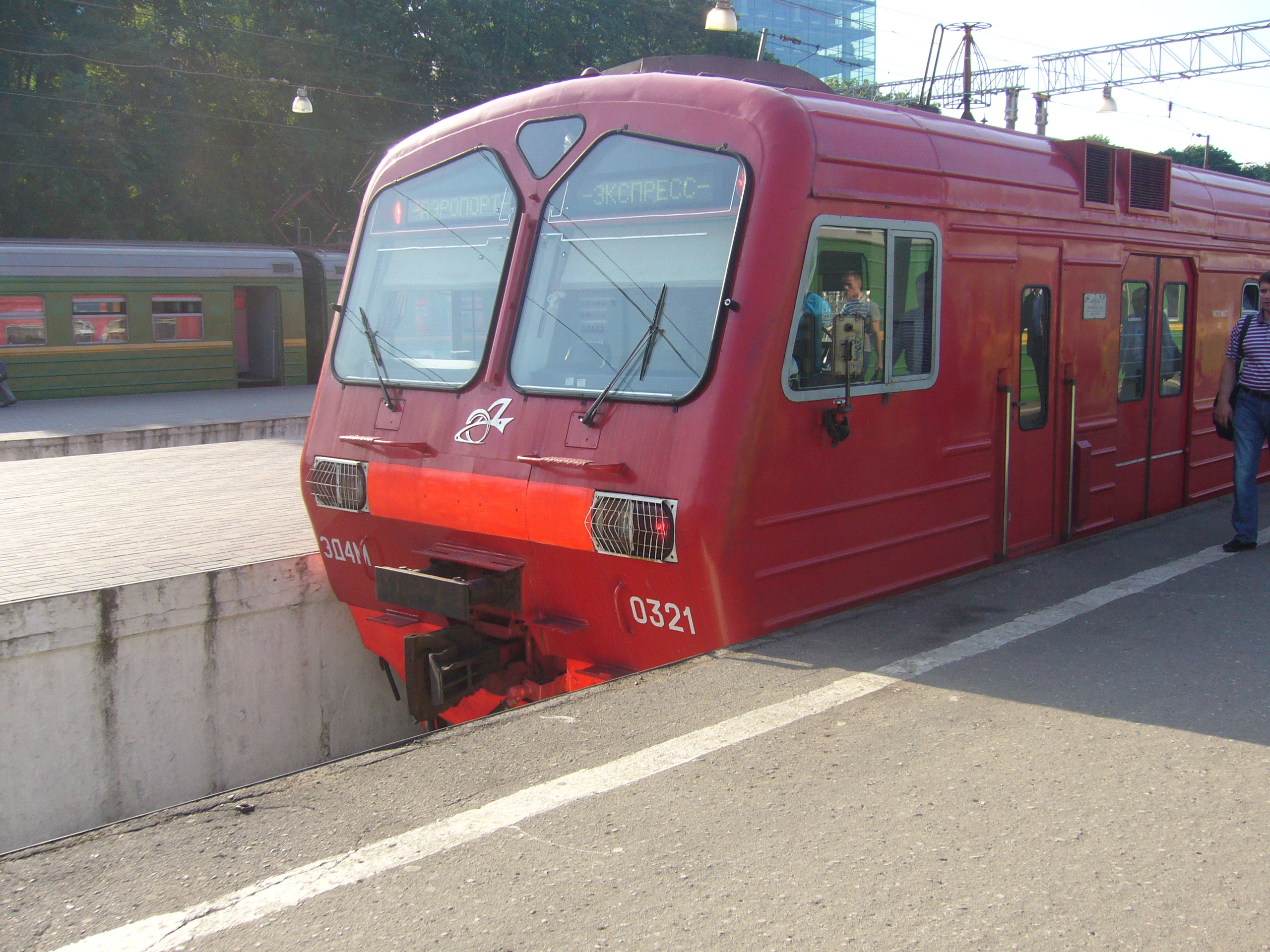
Foto des ЭД4M.0321 als Flughafen-Express

1997 wurden auf der Basis des ЭД4 (ED4) die ersten drei Elektrozüge dieser Serie ausgeliefert; die Fahrzeuge ЭД4M mit den Inventarnummern 0002, 0003 und 0004. Die Züge besaßen im Vergleich mit der Ursprungsausführung völlig neue Führerstände mit geänderter Kopfform. Diese wurde auf der Grundlage einer Analyse der Tendenzen der Formbildung für die Fahrzeuge in der heimischen sowie der ausländischen Industrie ausgearbeitet. Die Führerkabinen der neuen Züge besaßen gegenüber denen der Ursprungsausführung eine ganze Reihe von Konstruktionsunterschieden;
- vergrößerte Abmessungen der Frontscheiben der Kabinen;
- Anwendung von Scheibenwischern mit Elektroantrieb;
- Anwendung von Scheinwerfern kleinerer Abmessungen mit effektiver Wirkung der Reflexion;
- der Lokführerstand besitzt verbesserte Bedienmöglichkeiten, erhöhte Wärmeisolation und Verwendung schwer brennbarer Materialien;
- auf allen Wagen waren diskrete Einrichtungen der Gleitschutz-Kontrolle verwendet, die später wieder abgenommen wurden;
- es wurden elektronische Systeme für die Signalisierungen der Entflammung und Defekte installiert;
- die Lokführersessel haben eine erhöhte Vibrationssicherheit;
- in den Fahrgastabteilen wurden ebenfalls nicht brennbare Materialien verwendet.
- die Fenster der Fahrgastabteile wurden aus hermetischer Festverglasung hergestellt und bestehen aus getöntem Glas.
- für die Beleuchtung in den Fahrgastabteilen wurden Leuchtstofflampen anstatt der bisher verwendeten Glühlampen verwendet;
- über den Einstiegstüren des Abteiles der Reisenden wurde ein Informationstableau installiert, diese Informationen werden ebenso durch automatische Sprache unterstützt.

Die ersten Elektrozüge der Serie wurden an das Depot Pererwa der Moskowskaja schelesnaja doroga übergeben. 1998 durchlief der ЭД4M.0004 eine Kontrollüberprüfung auf dem Gleisring des Allrussischen Forschungsinstituts für Schienenverkehr. Auf den Elektrozügen ЭД4M wurde die komplette Elektroausrüstung aus der Produktion der Elektrolokomotivenfabrik Nowotscherkassk verwendet, die Traktionselektrofahrmotoren wurden teilweise aus sowjetischer bzw. aus der Produktion der Rigaer Elektromaschinenwerke verwendet.
Gleichfalls stellte die Maschinenfabrik Demichowo auf der Basis des ЭД4M noch Elektrozüge her, bei denen anstatt der Elektroausrüstung der Elektrolokomotivenfabrik Nowotscherkassk solche aus der Produktion der Rigaer Elektromaschinenwerke verwendet wurde, da diese zuverlässiger arbeitete. Diese Züge erhielten die Bezeichnung ЭД4M1 und besaßen die Inventarnummern 0008, 0009 und 0011. Mit den Inventarnummern 0012, 0013 und 0015 begann das Werk mit der Umänderung der Serienproduktion der Elektrozüge ЭД4M. Die vollständige Auslieferung der Fahrzeuge ЭД4M ist aus der Tabelle ersichtlich.
| Mitteilung über die Nummerierung der Elektrozüge ЭД4M, ihr Bestandteil, und gleichfalls der Bau der gesonderten Waggons der Elektrozüge | Mitteilung über die Nummerierung der Elektrozüge ЭД4M, ihr Bestandteil, und gleichfalls der Bau der gesonderten Waggons der Elektrozüge         | Mitteilung über die Nummerierung der Elektrozüge ЭД4M, ihr Bestandteil, und gleichfalls der Bau der gesonderten Waggons der Elektrozüge | Mitteilung über die Nummerierung der Elektrozüge ЭД4M, ihr Bestandteil, und gleichfalls der Bau der gesonderten Waggons der Elektrozüge | Mitteilung über die Nummerierung der Elektrozüge ЭД4M, ihr Bestandteil, und gleichfalls der Bau der gesonderten Waggons der Elektrozüge | Mitteilung über die Nummerierung der Elektrozüge ЭД4M, ihr Bestandteil, und gleichfalls der Bau der gesonderten Waggons der Elektrozüge |
| Jahr der Auslieferung | Nummer der ausgelieferten Elektrozüge | Zahl der Waggons in den Elektrozügen | Nummer der gesondert hergestellten Waggons                                                                                              | Nummer der gesondert hergestellten Waggons                                                                                              | Nummer der gesondert hergestellten Waggons                                                                                              |
| Jahr der Auslieferung | Nummer der ausgelieferten Elektrozüge | Zahl der Waggons in den Elektrozügen | Steuerwagen Beiwagen | Zwischenwagen Motorwagen | Zwischenwagen Beiwagen |
| --- | --- | --- | --- | --- | --- |
| 1997 | 0002—0004 | 10 | — | — | — |
| 1998 | 0012, 0013, 0015 | 10 | — | — | — |
| 1999 | 0016—0019, 0027 | 10 | — | — | — |
| 1999 | 0021 | 6 | — | — | — |
| 2000 | 0031—0035, 0040, 0043—0047 | 10 | — | — | — |
| 2000 | 0036, 0037 | 3 | — | — | — |
| 2000 | 0038, 0039 | 5 | — | — | — |
| 2000 | 0042 | 6 | — | — | — |
| 2001 | 0049, 0050, 0053—0064 | 10 | — | — | — |
| 2002 | 0065—0068, 0070, 0071, 0077, 0079, 0080 | 10 | — | — | — |
| 2003 | 0081, 0082, 0084, 0086—0088, 0091, 0093—0096, 0100, 0103                                                                                        | 10 | 1003, 1004 | — | — |
| 2003 | 0102 | 8 | 1003, 1004 | — | — |
| 2004 | 0105, 0107—0109, 0113—0115, 0119, 0124, 0125, 0127, 0129, 0130                                                                                  | 10 | 1005–1008 | 2003, 2004 | — |
| 2004 | 0116, 0120, 0121, 0123 | 8 | 1005–1008 | 2003, 2004 | — |
| 2004 | 0126, 0128, 0131 | 6 | 1005–1008 | 2003, 2004 | — |
| 2005 | 0133—0138, 0140, 0142, 0144, 0146, 0148, 0149                                                                                                   | 10 | 1009 | — | — |
| 2005 | 0132, 0139, 0141, 0143, 0145, 0147, 0150 | 8 | 1009 | — | — |
| 2006 | 0156—0159, 0161—0166, 0168—0170, 0172—0180 | 10 | 1011–1014 | 2005 | 3001 |
| 2006 | 0154, 0160, 0167, 0171 | 8 | 1011–1014 | 2005 | 3001 |
| 2007 | 0181—0183, 0192—0201, 0203, 0207, 0208, 0210—0217, 0219—0221                                                                                    | 10 | — | 2006, 2007 | 3002—3021 |
| 2007 | 0191, 0202, 0204, 0206, 0209, 0218 | 8 | — | 2006, 2007 | 3002—3021 |
| 2007 | 0205 | 6 | — | 2006, 2007 | 3002—3021 |
| 2008 | 0222, 0224—0227, 0229, 0230, 0232, 0234—0238, 0241—0243, 0245, 0247—0255                                                                        | 11 | — | — | 3022—3031 |
| 2008 | 0240, 0244, 0246, 0257 | 10 | — | — | 3022—3031 |
| 2008 | 0223, 0228, 0231, 0233, 0239, 0256 | 8 | — | — | 3022—3031 |
| 2009 | 0258—0262, 0264, 0266—0270, 0272, 0273, 0278, 0283, 0286—0289, 0291, 0293, 0295—0297, 0299, 0302                                                | 11 | — | — | 3032—3047 |
| 2009 | 0263, 0271, 0274, 0275, 0277, 0280—0282, 0285, 0290, 0292, 0294, 0298, 0301                                                                     | 10 | — | — | 3032—3047 |
| 2009 | 0265, 0276, 0279, 0284, 0300 | 8 | — | — | 3032—3047 |
| 2010 | 0303, 0304, 0306—0308, 0310—0313, 0315—0318, 0320—0323, 0325, 0326, 0328, 0330, 0332, 0334, 0335, 0337, 0341, 0343, 0345—0347, 0349, 0352, 0353 | 11 | 1015–1018 | — | 3048—3057 |
| 2010 | 0305, 0336, 0338, 0340, 0351 | 10 | 1015–1018 | — | 3048—3057 |
| 2010 | 0314, 0319, 0324, 0327, 0329, 0331, 0333, 0339, 0344, 0348, 0354, 0355                                                                          | 8 | 1015–1018 | — | 3048—3057 |
| 2010 | 0309, 0342, 0350 | 6 | 1015–1018 | — | 3048—3057 |
| 2011 | 0356—0359, 0362, 0363, 0366—0368, 0370, 0372, 0374, 0375, 0377—0380, 0382, 0383, 0386—0388, 0390, 0391, 0394—0399, 0500                         | 11 | 1019–1034 | 2014–2022 | 3063—3065 |
| 2011 | 0360, 0361, 0364, 0365, 0369, 0371, 0373, 0376, 0381, 0384, 0385, 0389, 0392, 0393                                                              | 8 | 1019–1034 | 2014–2022 | 3063—3065 |
| 2012 | 0427—0428 | 12 | 1035–1052 | 2023–2025 | 3066—3067 |
| 2012 | 0400—0403, 0405—0409, 0412—0414, 0420, 0426, 0429—0431                                                                                          | 11 | 1035–1052 | 2023–2025 | 3066—3067 |
| 2012 | 0415, 0417 | 10 | 1035–1052 | 2023–2025 | 3066—3067 |
| 2012 | 0411, 0418—0419, 0421—0425, 0432, 0500 (вагоны 03—09 и 11)                                                                                      | 8 | 1035–1052 | 2023–2025 | 3066—3067 |
| 2012 | 0410, 0416 | 6 | 1035–1052 | 2023–2025 | 3066—3067 |
| 2012 | 0404 | 4 | 1035–1052 | 2023–2025 | 3066—3067 |
| 2013 | 0433—0437, 0439—0443 | 11 | 1053–1058 | 2026 | 3068, 3069 |
| 2013 | 0438 | 8 | 1053–1058 | 2026 | 3068, 3069 |
| 2013 | 0444—0447 | 12 | 1053–1058 | 2026 | 3068, 3069 |
| 2014 | 0448—0450, 0453—0481, 0501—0503 | 11 | — | — | — |
| 2014 | 0451—0452 | 12 | — | — | — |

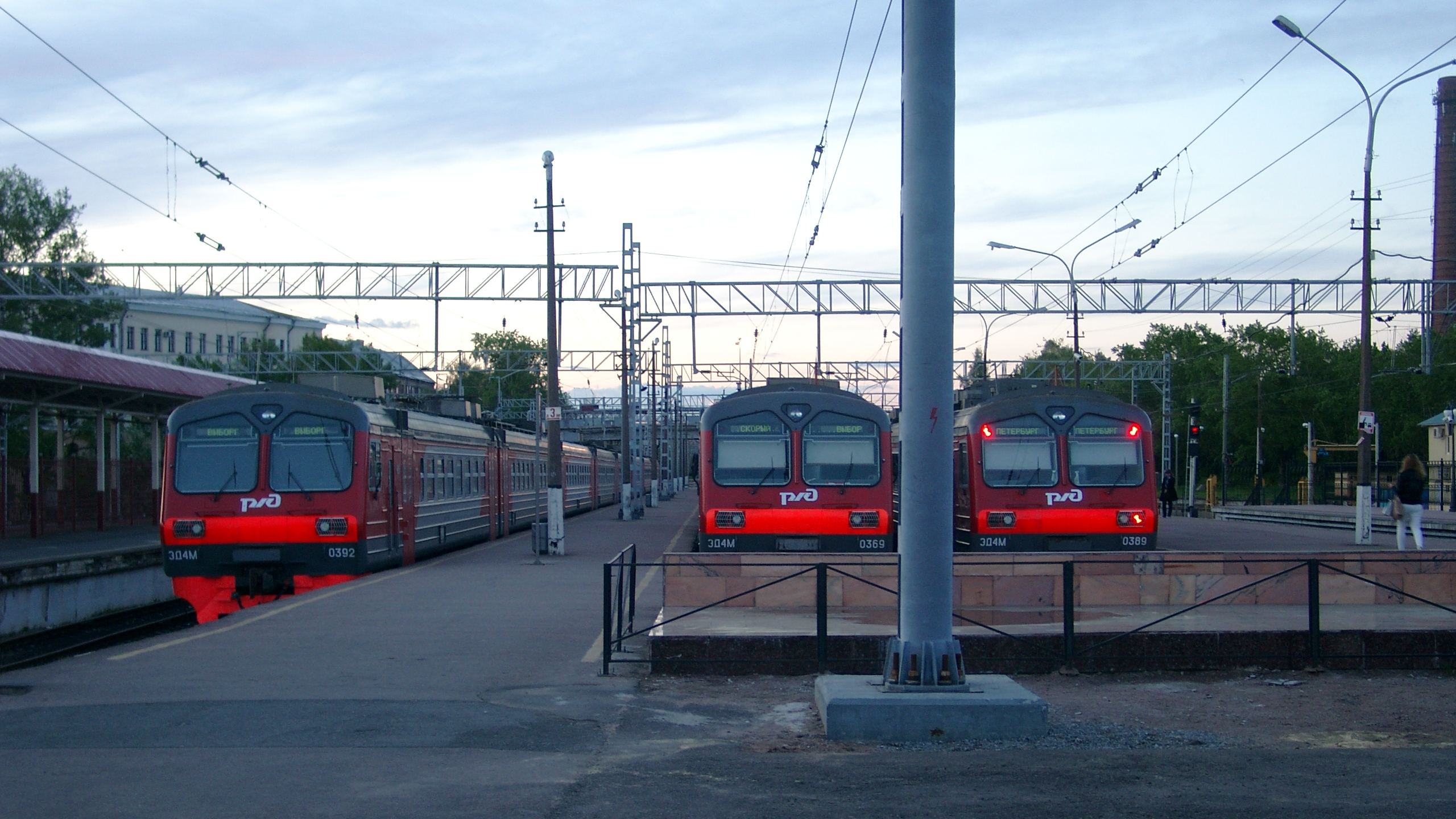
Foto mehrerer Elektrozüge der ЭД4M in Wyborg

Im Jahr 2000 stellten die Werke Электросила (Elektrokraft) einen ersten Komplex Elektroausrüstung für die Elektrozüge für Wechselstrom mit der Bezeichnung ЭД9M her, der sich praktisch als eine Analogie zu dem ЭД4M für Wechselstrom darstellte. Von diesem Moment an begann die allseitige Einführung der Elektroausrüstung von dieser Firma.
Die Maschinenfabrik Demichowo lieferte 480 Züge der Modifikationen ЭД4M, ЭД4M1, ЭД4MK und ЭД4Э aus, wobei ihre Serienproduktion auch noch weiter fortgesetzt wird. Gleichfalls wurden auch eine bedeutende Anzahl von Elektrosektionen für die Möglichkeit des Ersatzes von beschädigten Wagen hergestellt; dabei erhielten die Steuerwagen die Nummern 1001 und höher, die Motorwagen die Nummern 2001 und höher und die Beiwagen die Nummern 3001 und höher.
Die Elektrozüge, die von 2007 an ausgeliefert wurden (Inventarnummern ab 182), besaßen eine neue Verkleidung des Fahrgastabteiles mit Lärmisolierung und neuer Festverglasung. Das brachte eine bedeutende Erhöhung des Fahrkomforts der Wagen. Allerdings wurde bei diesen Fahrzeugen die Luftzirkulation wesentlich verschlechtert, in den Vorräumen war eine Ventilation gar nicht vorhanden. Von 2010 an wurden in den Fahrgastabteilen Systeme der Luftreinigung mit Teilung der Kreise für die Heizung und Kühlung eingebaut. Das erlaubte eine automatische Regulierung und Stützung der Temperatur in den Fahrgasträumen. In den Vorräumen wurden eigene Systeme der Ventilation verwendet. Die Fenster in den neuen Elektrowagen wurden gleichfalls ausgewechselt. Dadurch wurde ebenfalls der Frischluftstrom für den Fahrgastraum vergrößert.
In den Fahrgasträumen werden zeitgemäße Sitzblöcke verwendet. Im oberen Teil der Decke sind ununterbrochene Lichtbänder mit Leuchtstofflampen installiert, sie besorgen die gleichmäßige Ausleuchtung des Raumes ohne den Effekt der blinkenden Lampen. Außer den Elementen der Beleuchtung waren in den Lichtbändern Lautsprecher und Geber für die Brandsignalisierung installiert.
Die Fahrzeuge sind mit äußeren Anlehn-Schiebetüren mit automatischer Türblockierung ausgerüstet. Sie stellen einen hermetischen Verschluss des Wagenkastens sicher, wobei ein Öffnen der Türen während der Fahrt ausgeschlossen ist. Auch die Übergänge von Wagen zu Wagen wurden hermetisch geschlossen gestaltet, sie stellen einen sicheren und bequemen Übergang von einem Wagen zum anderen sicher, vollständig geschützt vor Störungen von der Außenumgebung. Außerdem besitzen sie auch keine Zwischentüren.
Die Systeme der Videobeobachtung in den Fahrgasträumen erlauben die Registrierung von Ereignissen in Echtzeit. Die Informationen werden auf dem Pult des Lokführers wiedergegeben. Die benötigte Energie für die Klimaanlage wird durch einen Elektromaschinen-Wandler bereitgestellt, der 31 % mehr Leistung als analoge Systeme liefert. Außerdem ist der Zug mit einem Bordsystem über den technischen Zustand der Fahrzeuge mit der Bezeichnung КОМПАКС-ЭКСПРЕСС-3 (Kompaks-Express-3) ausgestattet. Das System ist mit dem Leitungsnetz des Fahrzeuges verbunden und übergibt operativ Informationen an das nächstliegende Depot-Personal, das verantwortlich für die Diagnostik der Elektrozüge ist.
Die Leichtigkeit des Ganges der Züge wird durch die angewendete Zwischenwagenkupplung vom Typ БСУ-ТМ (BSU-TM) sichergestellt. Diese gewährleistet auch eine Kurzkupplung der Fahrzeuge.
Eingesetzt wurden die ersten Züge der Reihe im Depot Pererwa der Moskowskaja schelesnaja doroga, wo sie bis zum heutigen Tag arbeiten. Später wurden die Züge auch auf anderen Strecken der Moskowskaja schelesnaja doroga zugeteilt (vorzugsweise auf der Richtung Rjasan, Jaroslawl und Nischni Nowgorod) sowie auf anderen Eisenbahnen in Russland. In der Ukraine wurde ein Elektrozug in Jassynuwata im Oblast Donezk verwendet.
2012 erhielten die Elektrozüge ЭД4M ein neues Design mit einer Maske der Steuerwagen. Dieses Design wird heute gleichfalls bei den Elektrozügen der Serie ЭД9Э verwendet. Außerdem wurden Elektrozüge ЭД9M ausgeliefert, die sich vom ЭД4M nur durch das andere Spannungssystem mit 25 kV 50 Hz Wechselstrom unterscheiden.

### ЭД4M-500

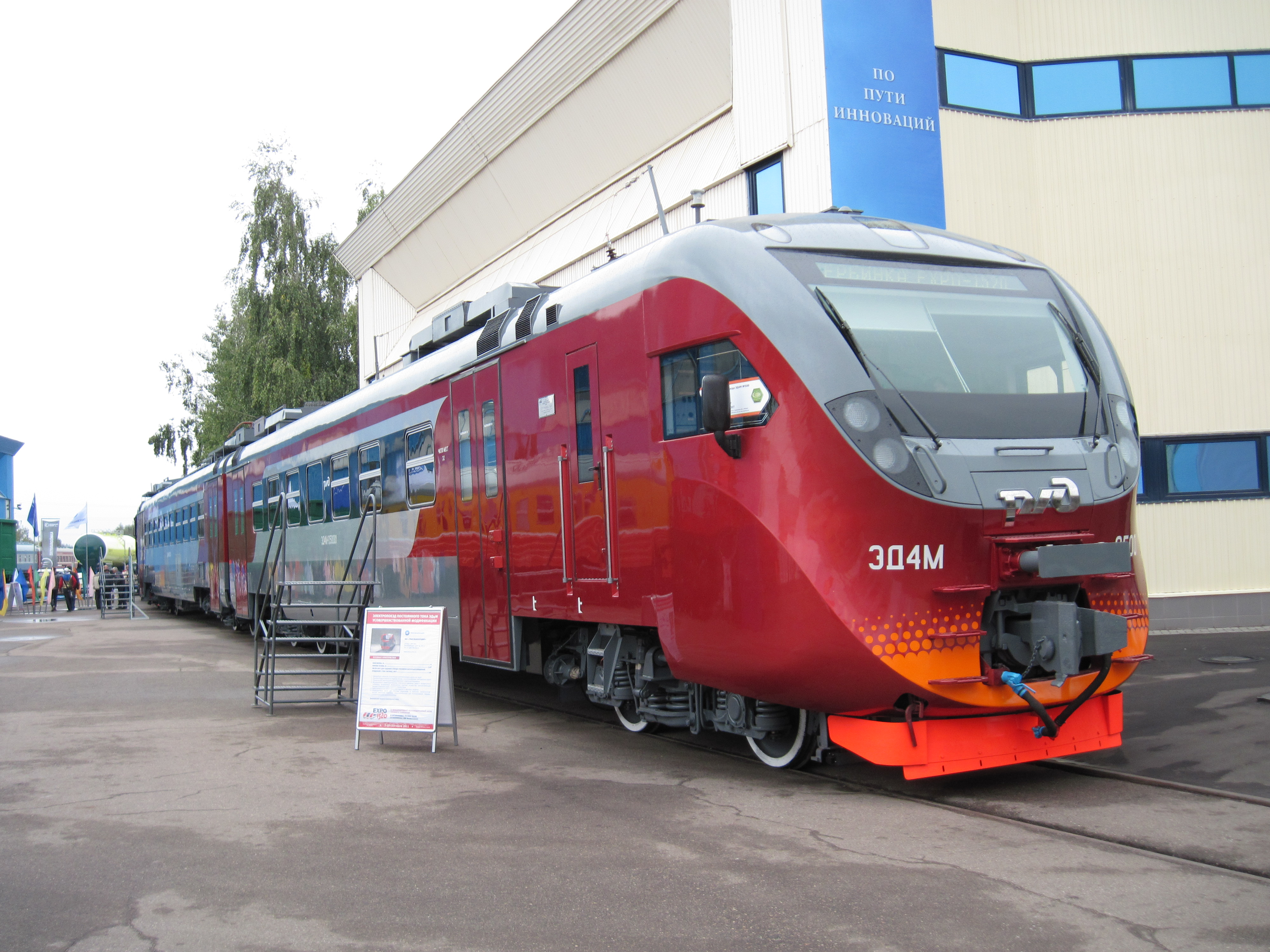
Foto einer Elektrozug-Einheit des ЭД4M-500 auf einer Ausstellung in Schtscherbinka

Im September 2011 wurde auf der Messe Expo-1520 eine Sektion des Elektrozuges ЭД4M-0500 ausgestellt. Diese Fahrzeuge besitzen ein neues Äußeres und eine Reihe technischer Vervollkommnungen. Der auffälligste Unterschied des Elektrozuges ist die geänderte Führerstandsform aus GFK vom Hersteller НПП РОСТ (NPP ROST), die glatten Seitenwände mit neuen Fenstern der Firma КМТ, die Vervollkommnung der Anlehn-Schiebetüren, der hermetisch abgedichtete Zwischenwagenübergang, die Kurzkuppeleinrichtung zwischen den Wagen und ein geschlossenes Toilettensystem. 2012 wurde ein 8-Wagen-Zug ausgeliefert, 2013 wurde die Standard-Überprüfung durchgeführt, die mit der Überreichung des Zertifikates erfolgreich abgeschlossen wurde. Im Oktober 2014 begann die Auslieferung analoger Züge mit der Inventarnummer 0501 und höher.
Die erste Einheit ЭД4M-0500 ging im Mai 2014 in Betrieb, die zweite ЭД4M-0501 im Dezember 2014. Entworfen wurden die Züge von der Firma Zentral PKK, eingesetzt wurden sie bei der Moskowskaja schelesnaja doroga Richtung Nischni Nowgorod im Sputnik auf der Linie Moskau–Balaschicha und Moskau–Schelesnodoroschnaja.

### ЭД4M1
Die ursprünglich für die ЭД4M verwendete Elektroausrüstung der Elektrolokomotivenfabrik Nowotscherkassk und der Firma Sibstankoelektropriwod rief eine große Anzahl von Vorwürfen bei den Motorwagen-Depots hervor. Im Zusammenhang damit stellte die Maschinenfabrik Demichowo 1998 drei Elektrozüge her, die die Bezeichnung ЭД4M1 (ED4M1) und die Inventarnummern 0008, 0009 und 0011 erhielten. Ihre mechanische Konstruktion und das Äußere der Fahrzeuge war wie bei dem ЭД4M (ED4M), nur anstatt der Elektroausrüstung der Elektrolokomotivenfabrik Nowotscherkassk wurde die komplexe Elektroausrüstung der Rigaer Elektromaschinenwerke verwendet. Die Projektbezeichnung war ЭД2М (ED2M).

### ЭД4MK

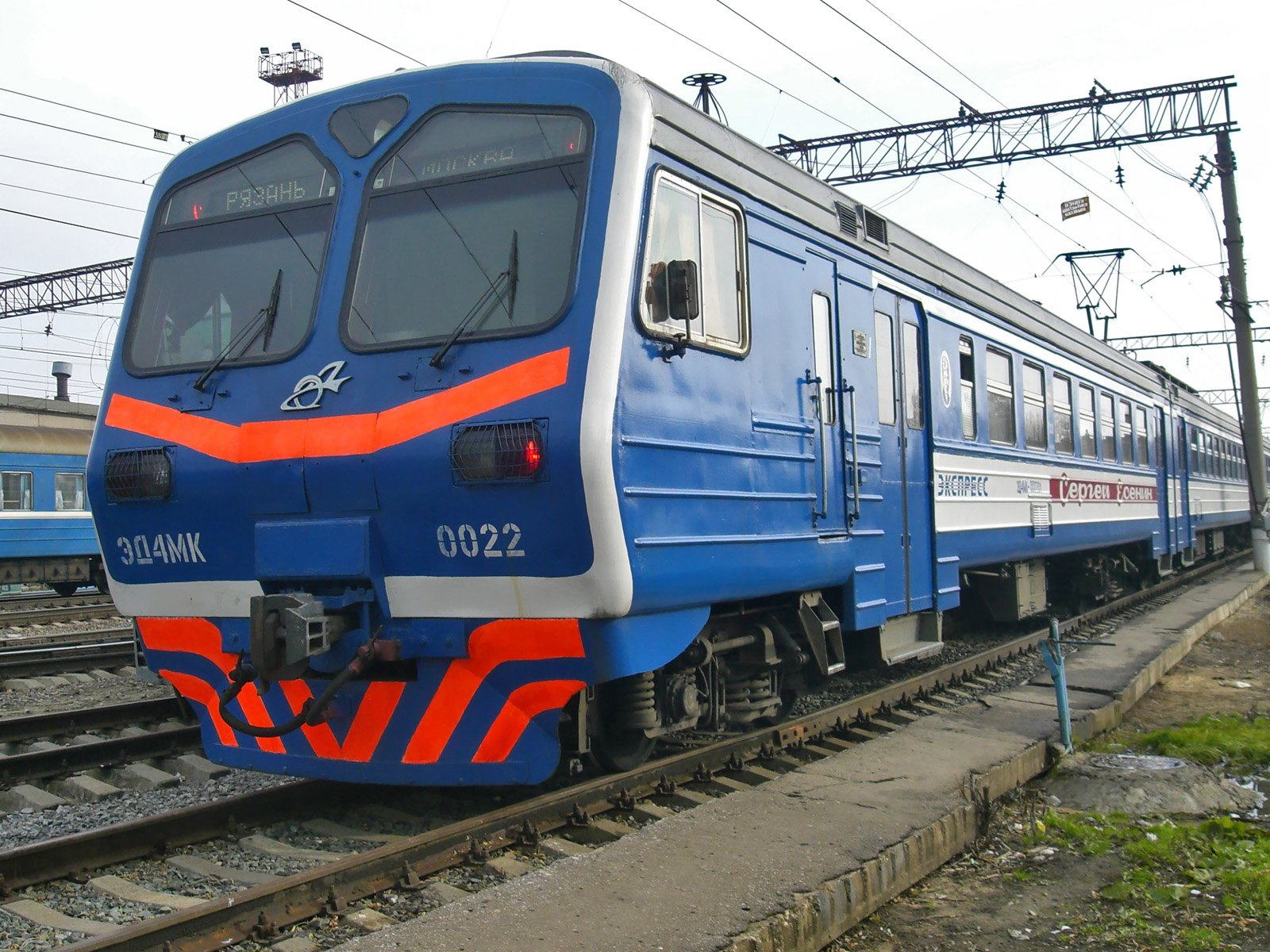
Foto von der Elektrozug-Einheit des ЭД4MK-022

1999–2000 wurde im Auftrag der Moskowskaja schelesnaja doroga eine erste Serie von Elektrozügen der Reihe ЭД4M für erhöhten Komfort hergestellt. Das bezeichnet das Kürzel K hinter der Baureihenbezeichnung. Diese Züge wurden bald danach in Serie zusammen mit den ЭД4M (ED4M) mit gemeinsamen Nummerierungen ausgeliefert. Außer dem komfortableren Fahrgastabteil besaßen sie keine großen Konstruktionsunterschiede zu der ЭД4M. Die erste Einheit bestand aus fünf Waggons 1. Klasse, drei Waggons 2. Klasse und zwei Waggons 3. Klasse.
Die Fahrgastabteile der Wagen besaßen folgende Einrichtungen:
| - In den Waggons 1. Klasse sind Sitze der Anordnung 2+2 in weicher Ausführung eingerichtet, zwischen den Sitzen ist ein Tisch untergebracht. In den Fahrgastabteilen befinden sich Fernseher und Videos. - In den Waggons 2. Klasse sind Sitze der Anordnung 2+3 eingerichtet, sie sind aufgestellt in zwei Reihen und haben die weiche Ausführung. In der Rückenlehne der Sitze sind Klappbretter angeordnet. Im Fahrgastraum befinden sich Fernseher und Videos. - In den Waggons 3. Klasse sind Sitze der Anordnung 2+3 eingerichtet, sie besitzen halbweiche Ausführung. - In jedem Waggon sind Abfallbehälter vorhanden. |

Der Elektrozug wird betrieben als regionaler Expresszug in verschiedenen Regionen Russlands auf Richtungen, die mit Gleichstrom elektrifiziert sind. Die größte Ausdehnung ist auf der Moskowskaja schelesnaja doroga vorhanden. Außer im Regionalverkehr, werden die Fahrzeuge gleichfalls auf dem Flughafenexpress zum Transport von den Bahnhöfen zu den Flughäfen verwendet. Analoge Modifikationen wurden auch als Reihe ЭД9MK für die Bedienung auf Strecken mit Wechselstrom ausgeliefert. Die Tabelle zeigt die ausgelieferten Triebzüge der Reihe ЭД4MK.
| Mitteilung über die Nummern der Elektrozüge ЭД4MK, ihre Zusammenstellung und gleichfalls den Bau verschiedener Elektrowaggons | Mitteilung über die Nummern der Elektrozüge ЭД4MK, ihre Zusammenstellung und gleichfalls den Bau verschiedener Elektrowaggons | Mitteilung über die Nummern der Elektrozüge ЭД4MK, ihre Zusammenstellung und gleichfalls den Bau verschiedener Elektrowaggons | Mitteilung über die Nummern der Elektrozüge ЭД4MK, ihre Zusammenstellung und gleichfalls den Bau verschiedener Elektrowaggons | Mitteilung über die Nummern der Elektrozüge ЭД4MK, ihre Zusammenstellung und gleichfalls den Bau verschiedener Elektrowaggons |
| Jahr der Auslieferung | Nummer der ausgelieferten Elektrozüge                                                                                         | Anzahl der Waggons in den Elektrozügen                                                                                        | Nummer verschiedener Elektrowaggons                                                                                           | Nummer verschiedener Elektrowaggons                                                                                           |
| Jahr der Auslieferung | Nummer der ausgelieferten Elektrozüge                                                                                         | Anzahl der Waggons in den Elektrozügen                                                                                        | Steuerwagen Beiwagen | Zwischenwagen Beiwagen |
| --- | --- | --- | --- | --- |
| 1999 | 0022, 0023, 0025, 0026, 0028—0030                                                                                             | 10 | — | — |
| 1999 | 0024 | 11 | — | — |
| 1999 | 0020 | 12 | — | — |
| 2000 | 0041, 0048 | 10 | — | — |
| 2001 | 0051, 0052 | 10 | — | — |
| 2002 | 0069 | 10 | — | — |
| 2002 | 0073—0075 | 8 | — | — |
| 2002 | 0076, 0078 | 6 | — | — |
| 2002 | 0072 | 4 | — | — |
| 2003 | 0090, 0098, 0099 | 6 | — | 3001 |
| 2003 | 0085, 0092, 0101 | 8 | — | 3001 |
| 2003 | 0083, 0089 | 10 | — | 3001 |
| 2003 | 0097 | 11 | — | 3001 |
| 2004 | 0111, 0112, 0117, 0118 | 10 | 1001, 1002 | — |
| 2004 | 0104, 0110 | 8 | 1001, 1002 | — |
| 2004 | 0106, 0122 | 6 | 1001, 1002 | — |
| 2005 | 0152 | 10 | — | — |
| 2006 | — | — | 1003, 1010 | — |

### ЭД4MKУ

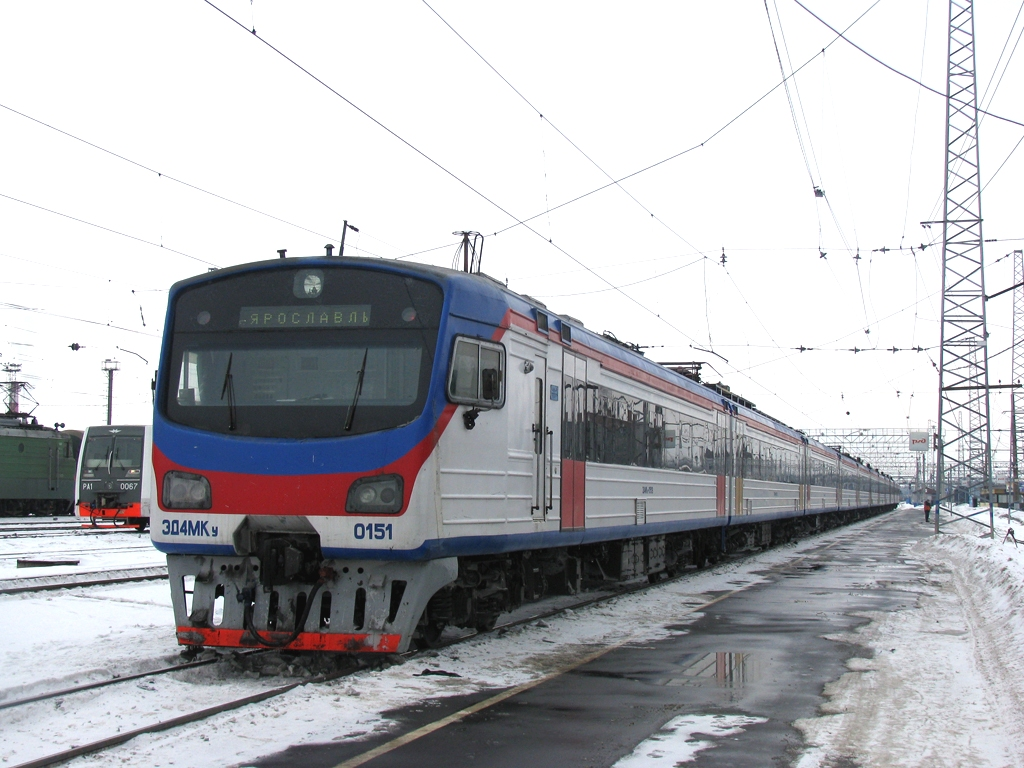
Foto von der Elektrozug-Einheit des ЭД4MKУ-0151 auf der Station Jaroslawl

Diese Modifikation für den Betrieb auf Strecken mit Gleichstrom für gehobenen Komfort mit der Bezeichnung ЭД4MKУ (ED4MKU) und der Modellbezeichnung 62-301 wurde auf der Grundlage des ЭД4M geschaffen, obwohl sein Kasten des Steuerwagens einheitlich mit dem des ЭД2T war.
Der Elektrozug ist bestimmt für den Betrieb auf elektrifizierten Eisenbahnstrecken im Zwischen-Bezirks-Verkehr für eine Spurweite von 1520 mm bei einer Spannung im Fahrdraht von 3 kV Gleichstrom. Er ist gedacht für Strecken mit einer Distanz bis 700 km bei hohen Bahnsteigen.
Gebaut wurde der Triebzug im Auftrag des operativen Projektes Пассажирские перевозки (Passagierbeförderung). Zum ersten Mal wurde der Triebzug ЭД4MKУ.0151 im Rahmen der wissenschaftlich-praktischen Konferenz Innovative Projekte, neue Technologien und Erfindungen vorgestellt, sie wurde am 27. und 28. Oktober 2005 auf dem Gelände des Gleisringes in Schtscherbinka vorgestellt. Bei der Erarbeitung des neuen Elektrozuges wurden eine Reihe von technologischen Entscheidungen ausgenützt, die die Schaffung prinzipiell neuer Maschinen für den russischen Markt der Passagier-Beförderung erlaubten. Im Basismodell des ЭД4M (ED4M) wurden neue Basiselemente eingeführt, die ein hohes Niveau der Ökologie und der Brand-Gefahrlosigkeit, komfortable Bedingungen für die Reisenden und das Bedienpersonal sowie die Ökonomie im Betrieb garantierten. Das unterschied ihn besonders von den Triebzügen der Reihe ЭМ2. Bei der Projektierung und Herstellung der innovativen Elemente wurden hauptsächlich Teile mit einheimischem Material und aus einheimischer Produktion verwendet.
Im Vergleich zum Basismodell ЭД4MK (ED4MK) war der Elektrozug mit einer neuen Kabine für den Lokführer ausgerüstet, von außen erinnerte er an die Reihe ЭД2T mit entlehnter Frontalansicht der Kabine vom ЭР2К. Die Waggons waren mit Anlehn-Schiebetüren ausgerüstet und waren für den Einsatz auf hohen Bahnsteigen errechnet. Die Einheit des Elektrozuges war aus sechs Wagen 1. Klasse und fünf Wagen 2. Klasse einschließlich zwei Buffetwagen. Zeitgenössisches Design, ergonomische Sitze, Klimaanlage in den Fahrgastabteilen, Ausrüstung mit Systemen der Television und Radiosendungen machten die Fahrt in dem neuen Zug zu einem maximalen Komfort für die Reisenden.
Insgesamt wurden zwei Elektrozüge der Reihe ЭД4MKУ (ED4MKУ) mit den Inventarnummern 0151 und 0153 ausgeliefert. Die beiden Züge entsprachen der 2. und 3. Generation von Elektrozügen gehobenen Komforts bei Zwischenregion-Verbindungen. Anfang 2009 wurden beide Züge von der privaten  Gesellschaft Пассажирские перевозки (Passagier Transport) zu der Nord-Süd-Regionaldirektion bei der RŽD gegeben. Im Oktober 2009 wurden die Fahrzeuge von ihren Bestimmungen wieder zurückgezogen mit der Einführung der Schnellfahreinheit Сапсан und an die Nordeisenbahn in Danilow übergeben. Vom 1. April 2010 bis zum 1. Februar 2013 wurden sie als Express auf der Verbindung Moskau–Jaroslawl eingesetzt. Nach der Umbesetzung dieser Züge auf Lokomotiv-Traktion wurden die ЭД4MKУ (ED4MKУ) auf die Oktoberbahn zurückgegeben und fuhren dort auf der Linie Moskau – St. Petersburg.

### ЭД4MKM

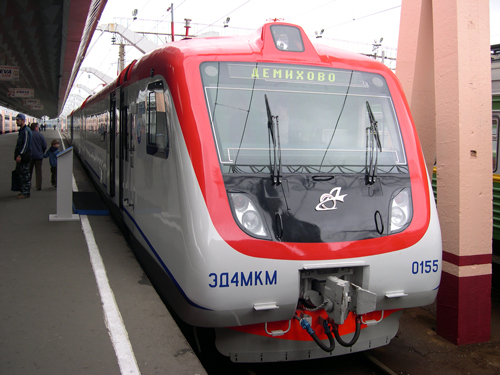
Foto vom ЭД4MKM-0155

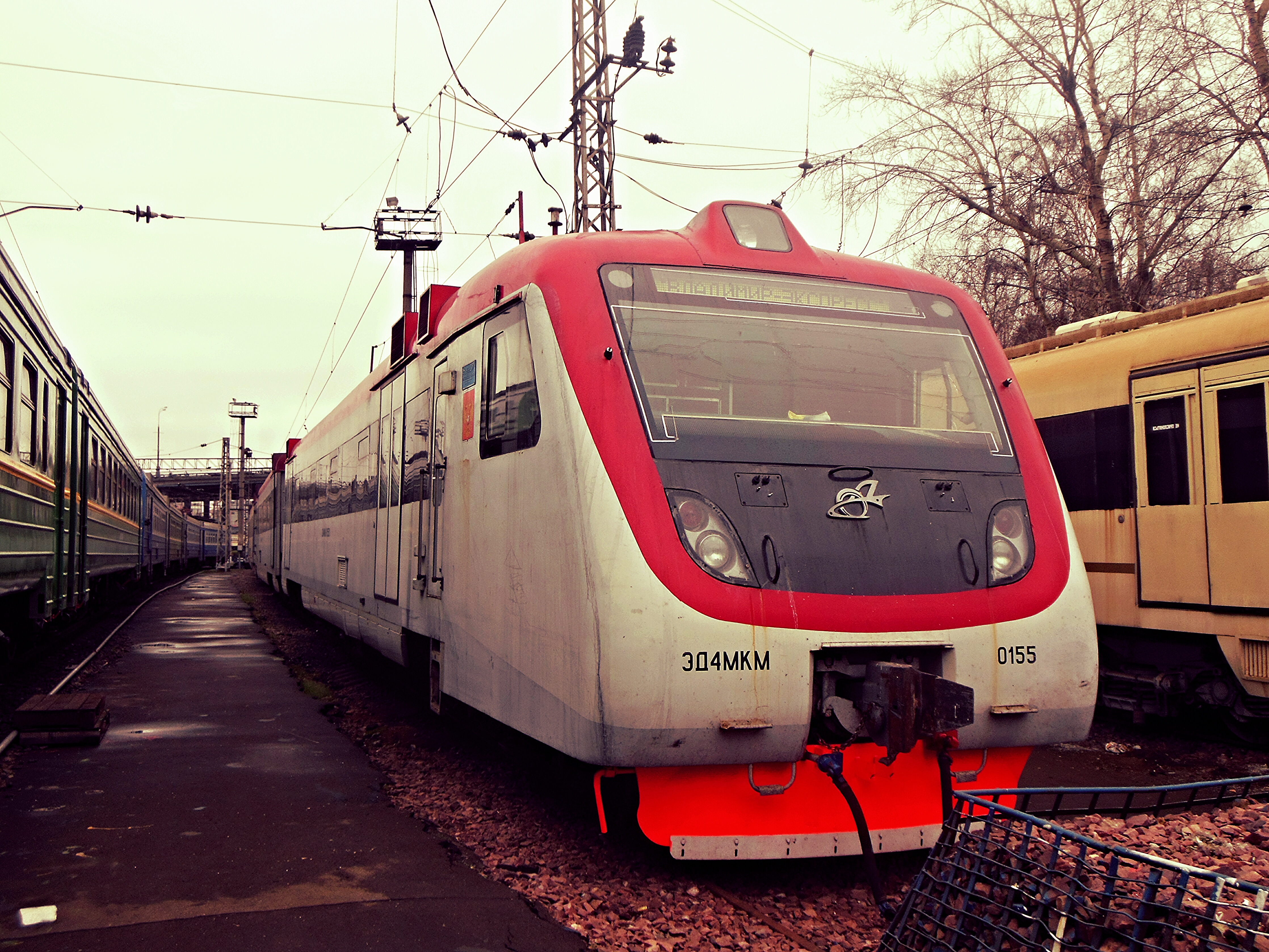
Foto vom abgestellten ЭД4MKM-0155 in Moskau

Im Jahr 2005 wurde bei der Maschinenfabrik Demichowo ein Versuchs-Elektrozug der Bezeichnung ЭД4MKM (ED4MKM) mit der Inventarnummer 0155 geschaffen, er entstand auf der Basis des ЭД4MK (ED4MK) und war bestimmt für den Betrieb auf elektrifizierten Abschnitten von Eisenbahnlinien auf Zwischen-Region-Verbindungen mit einer Spurweite von 1520 mm bei einer Spannung im Fahrdraht von 3 kV Gleichstrom. Er war vorgesehen auf Strecken bis 700 km und ausgerüstet für hohe Bahnsteige mit einer maximalen Geschwindigkeit von 120 km/h. Über den Vergleich mit dem ЭД4MK (ED4MK) besaß er eine Reihe von konstruktiven Unterschieden, in der Hauptsache durch die stromlinienförmige Kabine und die Türen, die nur für den Ausstieg auf hohen Bahnsteigen gedacht waren. Bei einer hauptsächlichen Zusammensetzung von zehn Wagen war die Zahl der Sitzplätze im Zug 416. Die Elektroausrüstung des Zuges wurde vom Rigaer Elektromaschinenwerk hergestellt.
Der ЭД4MKM (ED4MKM) besaß im Unterschied zu dem ЭД4MK (ED4MK) eine zeitgemäßere äußere und innere Ausstattung und gleichfalls eine Reihe von neuen Konstruktionsdetails:
- glatte, nicht geriffelte Wagenkästen mit erhöhtem Korrosionsschutz;
- neue Kopfform des Steuerwagens in zeitgemäßer stromlinienförmiger Form;
- Dach mit glatten Übergängen zu den Wänden (bis vierfach geprägt);
- zweifach aufklappbare äußere Anlehn-Schiebetüren besorgen einen guten Zutritt des Wagens für hohe Bahnsteige;
- lückenlose Zwischen-Wagen-Kupplung-Einrichtung vom Typ БСУ-ТМ (BSU-TM);
- Zwischenwagen-Übergang vom Ballon-Typ mit niedrigem Niveau wird ersetzt durch hermetische Zwischen-Wagen-Übergänge aus der Produktion der Firma Hubner (Deutschland);
- Kabine des Lokführers ist ausgerüstet mit einem vereinheitlichten Bedienungspult;
- innere Ausgestaltung ist ausgeführt aus glasfaser- und metallenen Paneelen;
- Ausrüstung mit Systemen der Klimatisierung;
- Fahrgasträume 1./2./3. Klasse;
- Inneres der Fahrgasträume:

- Seiten-Paneele aus Glasfaser-Plastik;
- Decken-metallisch gefärbt mit pulverförmiger Färbung;
- Gepäckregale mit gläserner Ablage;
- Sitze für die Reisenden in 1./2./3. Klasse;
- Leuchten vom Typ Licht-Linie

- ein Beiwagen mit Bar;
- Fensterblöcke mit getönten Scheiben und Zwischenfensterdekorationselementen, Verglasung angeordnet auf gleicher Höhe und auf gleicher Höhe der glatten Oberfläche der Seitenteile der Wagen;
- Klimatisierung des Wagens;
- Systeme der Heizung und zirkulierender Luft sowie automatischen Systemen der Regulierung der Temperatur;
- Überwachung der Signalisierung des Zuges;
- Systeme äußerer und innerer Videobeobachtung, vereinigt mit Systemen der Brandsignalisierung, Systeme der Diagnostik des Zuges und Information der Reisenden;
- Systeme der Luftreinigung und Brandbekämpfung;
- Systeme der Audio-/Videoübertragung in die Salons der 1. Klasse;
- ökologische Säuberung des geschlossenen Toilettensystems in jedem Wagen;

Im November 2005 führte der Zug ЭД4MKM.0155 (ED4MKM.0155) auf dem Gleisring des Allrussischen Forschungsinstituts für Schienenverkehr in Schtscherbinka die Prüfung durch. Gleichfalls wurde er auf einigen Ausstellungen gezeigt und vollzog einige Versuchsfahrten auf der Linie Moskau–Sankt Petersburg. Nach allen Überprüfungen wurde der Zug im Jahr 2009 in das Depot Schelesnodoroschnaja für den Betrieb auf der Linie Moskau–Wladimir gegeben.

### ЭД4MKM-AЭPO

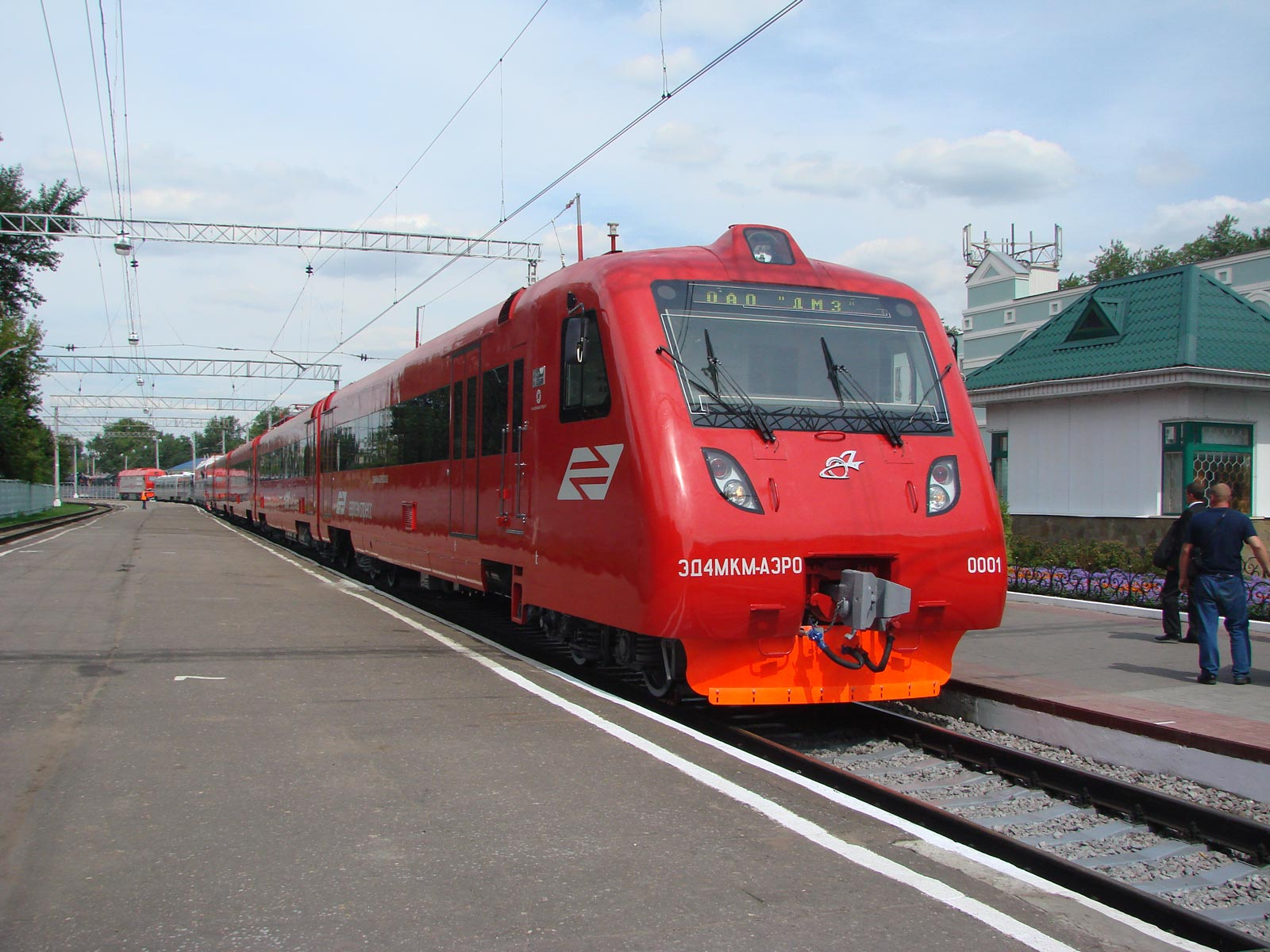
Foto vom ЭД4MKM-AERO 0001

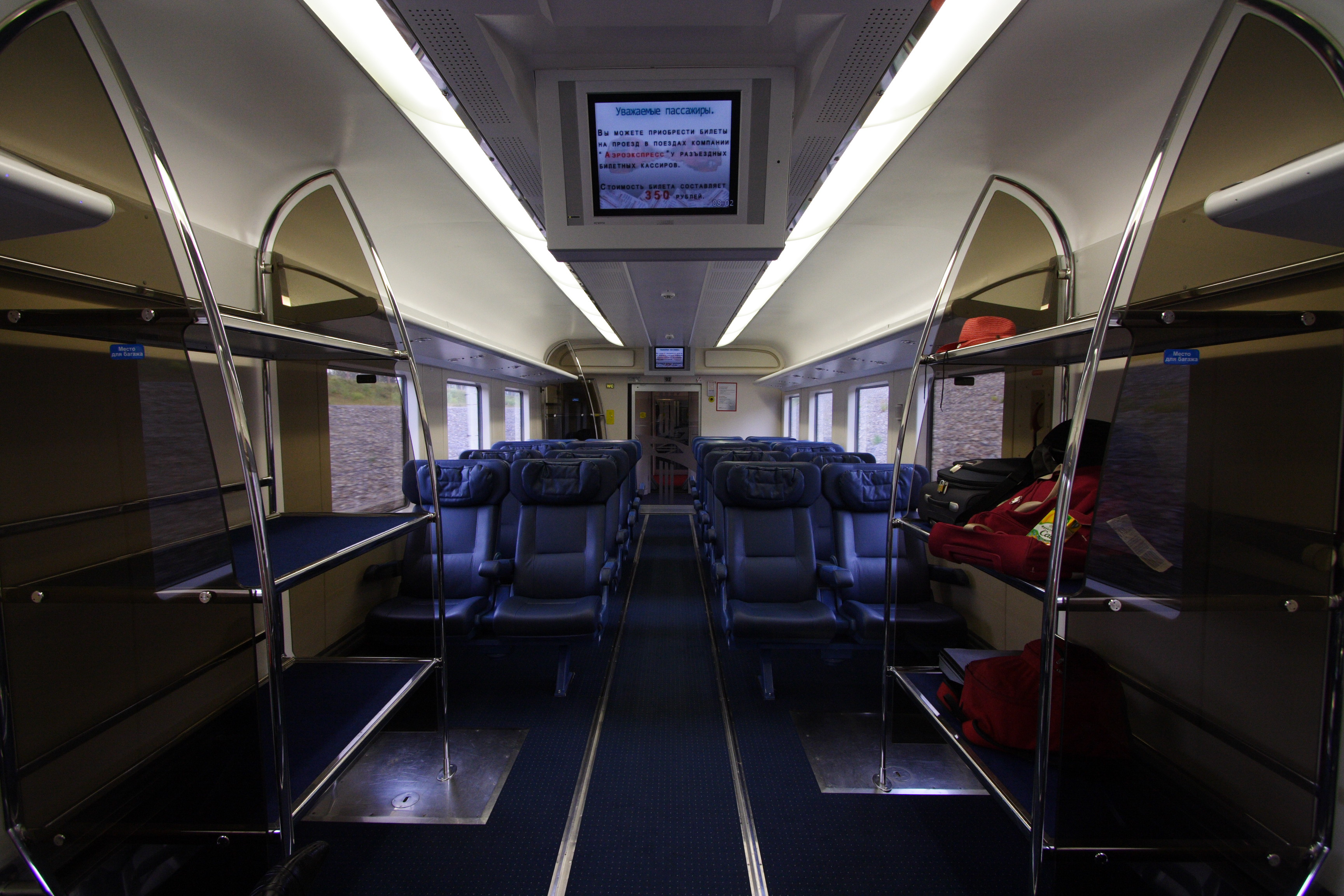
Inneres des ЭД4MKM-AERO

Eine modernisierte Variante des Elektrozuges ЭД4MKM (ED4MKM), bestimmt für den Transport von Passagieren von Bahnhöfen zu Flughäfen, entstand mit dieser Variante. Im Vergleich mit dem ЭД4MKM (ED4MKM) besaß er unbedeutende konstruktive Unterschiede, so den hermetischen Zwischenwagen-Übergang der Firma гармошка (Garmoschka) anstatt der Gummi-Abdichtung, eine lückenlose Mittelpufferkupplung anstatt der automatischen SA-3-Kupplung und das Nichtvorhandensein der Zwischenwagen-Puffer. Abgesehen davon, wurden die Fahrgasträume vollständig umgeändert. Alle Wagen haben Sitze 1. Klasse, ein Wagen besitzt VIP-Kategorie. Einer der Steuerwagen dient für die Beförderung von Gepäck, im Zug ist außerdem auch ein Barwagen vorhanden.
Im Unterschied zu dem Zug ЭД4MKM (ED4MKM) besitzt der Zug ЭД4MKM-AЭPO (ED4MKM-AERO) eigene Nummerierungen. Es wurden bisher sieben Einheiten gebaut. Ein Teil der technischen Einrichtungen des Zuges wurde auch auf neue Einheiten des Basis-Modelles ЭД4M (ED4M) übertragen (Anlehn-Schiebetüren, hermetischer Übergang zwischen den Wagen, Klimaanlage).

### ЭД4Э

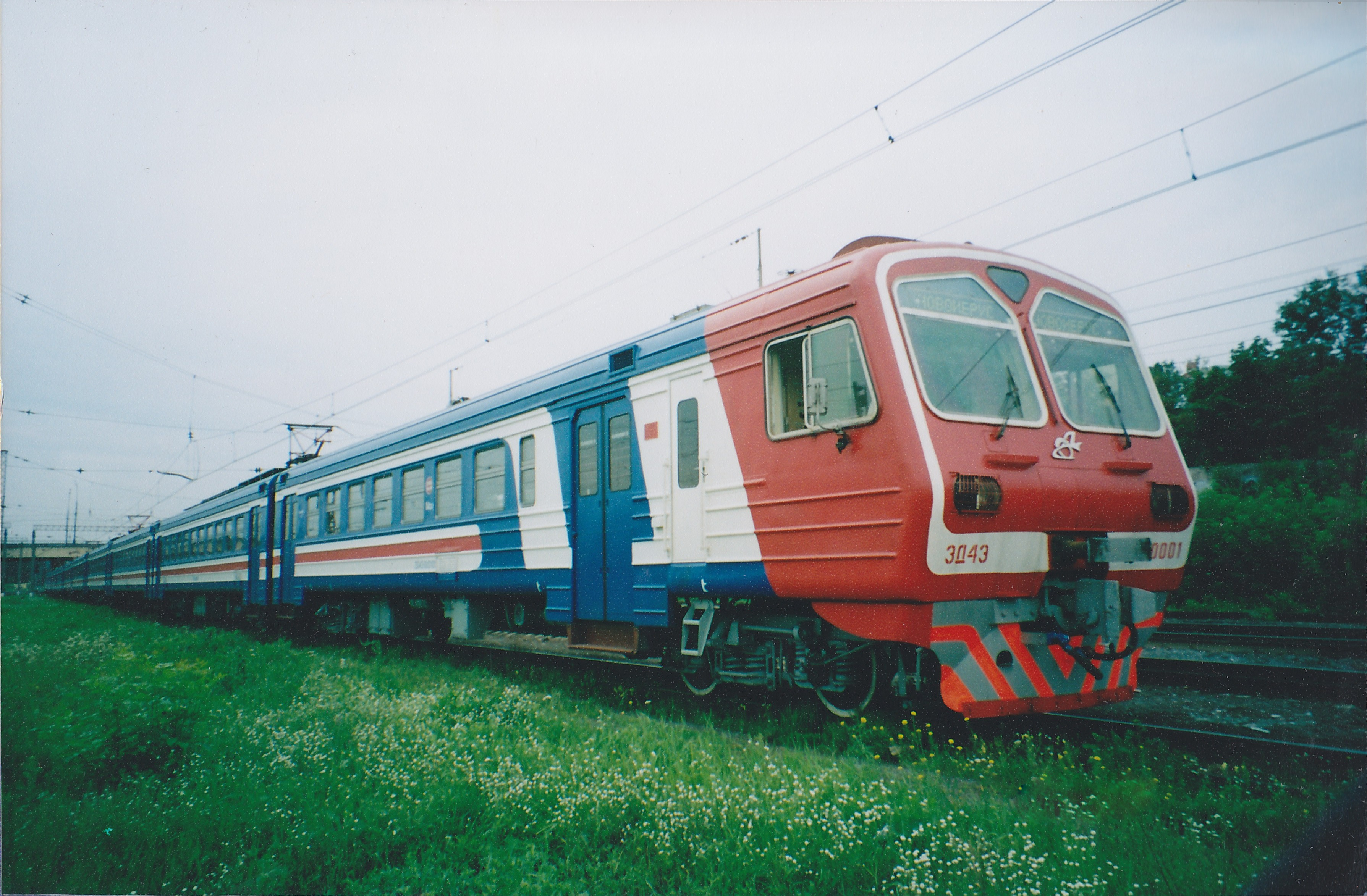
Foto vom ЭД4Э 0001

Der Energie-Speicher-Elektrozug für Gleichstrom mit der Bezeichnung ЭД4Э (ED4E) wurde auf der Basis vom Elektrozug ЭД4M (ED4M) ausgearbeitet. Hauptsächliche Unterschiede zwischen ihm und dem ЭД4M (ED4M) ergeben sich aus der Elektroausrüstung:
- Für die Erhöhung der Effektivität des Elektrozuges für Gleichstrom wurden bei dem ЭД4Э (ED4E) neue Traktionsfahrmotoren mit der Bezeichnung ТЭД 4-У1 (TED 4-U1) mit einer Nennspannung von 1500 V und Kompensationswicklungen verwendet.
- In den Regimen des Antriebes versorgt eine Umgruppierung der Traktionselektrofahrmotoren eine Umschaltung von der Reihenschaltung der Gruppe auf die Parallelschaltung der Gruppe, im Regime der Bremse besorgt die Umgruppierung eine Umschaltung von der Parallelschaltung in der Zone der hohen Geschwindigkeiten auf die Reihenschaltung in der Zone der mittleren Geschwindigkeiten.

Die Anwendung des Energiespeicher-Komplexes der Elektroausrüstung hatte folgende Vorzüge:
- Verringerung des Widerstandsverlustes;
- Ausdehnung des Umfanges der Rekuperationsbremse von der maximalen Geschwindigkeit bis 7 km/h herab. Bei dem ЭД4M (ED4M) wirkt die Rekuperationsbremse nur bis zu einer Geschwindigkeit 55 km/h;
- Erhöhung der Beschleunigung und der Bremsverzögerung sowie der dynamischen Eigenschaften des Zuges;
- gesamte Senkung der Ausgabe an elektrischer Energie auf der Bewegung des Zuges im mittleren Geschwindigkeitsbereich um 16 – 24 %, in Abhängigkeit vom Streckenprofil;
- Verringerung des Verbrauchs an elektrischer Energie bei einem Elektrozug im Jahr um mehr als 580.000 kWh.

Bis dato wurden zwei Züge dieser Serie hergestellt. Im Unterschied zu den übrigen Zügen der Familie ЭД4 (ED4) erhielten die Züge der Reihe ЭД4Э (ED4E) eigene Nummerierungen. Beide Züge sind auf unbestimmte Zeit vom Betrieb zurückgestellt. Der Steuerwagen des Zuges ЭД4Э.0001 (ED4E.0001) ist im Depot Pererwa beiseitegestellt, der Steuerwagen des Zuges ЭД4Э.0002 (ED4E.0002) befindet sich bei der Maschinenfabrik Demichowo.